# Bermuda Dunes (Kalifornija)
Bermuda Dunes je naseljeno područje za statističke svrhe u američkoj saveznoj državi Kalifornija. Prema popisu stanovništva iz 2010. u njemu je živjelo 7,282 stanovnika.